# Tvåtjärnarna (Hanebo socken, Hälsingland, 678236-154188)
Tvåtjärnarna är en sjö i Bollnäs kommun i Hälsingland och ingår i Skärjåns huvudavrinningsområde. De ligger drygt 2 km nordost om byn Tönsen i Hanebo.